# Thuja sutchuenensis
Thuja sutchuenensis (Franch.) – gatunek drzewa z rodziny cyprysowatych. Pochodzi z Chin, gdzie jest zagrożonym endemitem w okolicy Chongqing w Syczuanie.
Gatunek ten jest małym lub średnim drzewem, osiągającym wysokość 20 m, chociaż obecnie nie zanotowano okazów o takiej wysokości.
Pierwszy raz drzewo zostało udokumentowane przez francuskiego botanika Paula Guillaume'a Fargesa w 1892 i 1900 r. Od tamtego czasu nie spotykano drzew tego gatunku. Przypuszczano nawet, że gatunek całkowicie wyginął i w 1998 r. Międzynarodowa Unia Ochrony Przyrody (IUCN) nadała mu kategorię zagrożenia EW (wymarłe na wolności), a następnie EX (wymarły). W 1999 r. odkryto jednak ponownie niewielką liczbę okazów tego żywotnika w okolicy, w której jego występowanie zanotował Farges. Teren, na którym występuje Thuja sutchuenensis, został objęty ochroną ze względu na obecność tego właśnie gatunku. Status zagrożenia gatunku zmienił się w 2003 r. na CR (krytycznie zagrożony), a w 2013 r. na EN (zagrożony).